# جاده ئی۴۰۴ اروپا
جاده ئی۴۰۴ اروپا (به انگلیسی: European route E404) یکی از جاده‌های درجه ۲ قاره اروپا است.
این جاده که در کشور بلژیک قرار دارد از شهر ژبوک شروع شده و در شهر زیبورخه به پایان می‌رسد.